# ستيوارت ماكنزي (لاعب كرة قدم أسترالية)
ستيوارت ماكنزي (بالإنجليزية: Stuart McKenzie)‏ هو لاعب كرة قدم أسترالية أسترالي، ولد في 27 مارس 1961.

## وصلات خارجية
- ستيوارت ماكنزي على موقع AustralianFootball.com (الإنجليزية)
- ستيوارت ماكنزي على موقع AFLtables.com (الإنجليزية)